# Ngưu Lang Chức Nữ

Minh tinh Thẩm Thúy Hằng hóa thân vào nhân vật Chức Nữ trong phim chuyển thể năm 1963.

Ngưu Lang Chức Nữ (chữ Hán: 牛郎織女), còn có tên gọi khác theo ngôn ngữ Việt Nam là Ông Ngâu Bà Ngâu, là một câu chuyện cổ tích rất nổi tiếng có xuất xứ từ Trung Quốc.
Câu chuyện nổi lên từ thời nhà Hán qua lễ Thất Tịch, và theo dòng chảy văn hóa câu chuyện này lan qua các nước Hàn Quốc, Nhật Bản và Việt Nam. Do sự phổ biến và tính văn hóa cao, câu chuyện này trở thành một trong Tứ đại dân gian truyền thuyết của Trung Hoa, bên cạnh Bạch Xà truyện, Mạnh Khương Nữ và Lương Sơn Bá – Chúc Anh Đài.
Truyện cổ tích này có liên quan đến các sao Chức Nữ và sao Ngưu Lang, dải Ngân Hà và hiện tượng mưa ngâu diễn ra vào đầu tháng 7 âm lịch ở Việt Nam, ở Trung Quốc gọi là lễ Thất Tịch.

## Tóm tắt nội dung

### Phiên bản Việt Nam

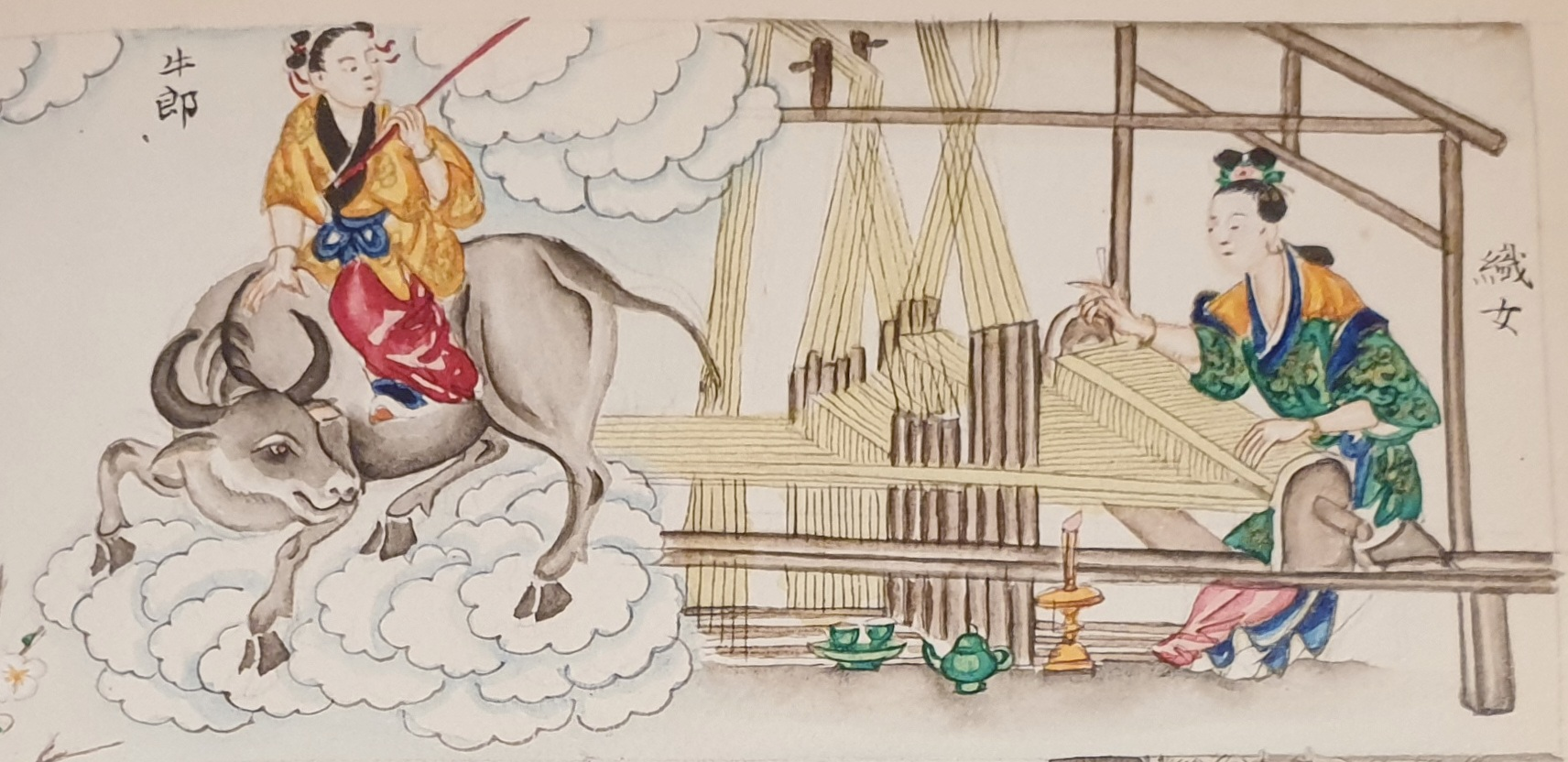
Tranh Ngưu Lang Chức Nữ thời nhà Nguyễn (1897) của Giám thủ thư lại Lê Đức Trạch.

Ngưu Lang là vị thần chăn trâu của Ngọc Hoàng, vì say mê một tiên nữ phụ trách việc dệt vải tên là Chức Nữ nên bỏ bê việc chăn trâu, để trâu đi nghênh ngang vào điện Ngọc Hư. Chức Nữ cũng vì mê tiếng tiêu của Ngưu Lang nên trễ nải việc dệt vải. Ngọc Hoàng giận dữ, bắt cả hai phải ở cách xa nhau, người đầu sông Ngân, kẻ cuối sông.
Sau đó, Ngọc Hoàng thương tình nên gia ơn cho hai người mỗi năm được gặp nhau vào Thất Tịch - ngày 7 tháng 7 âm lịch. Truyền thuyết 1 ngày trên trời bằng 1 năm dưới đất, nên thực tế ở trên trời ngày nào Ngưu Lang và Chức Nữ cũng gặp nhau. Khi tiễn biệt nhau, Ngưu Lang và Chức Nữ khóc sướt mướt. Nước mắt của họ rơi xuống trần hóa thành cơn mưa và được người dưới trần gian đặt tên là mưa ngâu.
Thời bấy giờ, sông Ngân trên thiên đình không có một cây cầu nào cả nên Ngọc Hoàng mới ra lệnh cho làm cầu để Ngưu Lang và Chức Nữ được gặp nhau. Các phường thợ mộc ở trần thế được mời lên trời để xây cầu. Vì mạnh ai nấy làm, không ai nghe ai, họ cứ cãi nhau nên đến kỳ hạn mà cầu vẫn không xong. Ngọc Hoàng bực tức, bắt tội các phường thợ mộc hóa kiếp làm quạ lấy đầu sắp lại làm cầu cho Ngưu Lang và Chức Nữ gặp nhau. Vì thế cứ tới tháng 7 là loài quạ phải họp nhau lại để chuẩn bị lên trời bắc Ô kiều. Khi gặp nhau, nhớ lại chuyện xưa nên chúng lại lao vào cắn mổ nhau đến xác xơ lông cánh. Ngưu Lang và Chức Nữ lên cầu, nhìn xuống thấy một đám đen lúc nhúc ở dưới chân thì lấy làm gớm ghiếc, mới ra lệnh cho đàn chim ô thước mỗi khi lên trời làm cầu thì phải nhổ sạch lông đầu. Từ đó, cứ tới tháng 7 thì loài quạ lông thì xơ xác, đầu thì rụng hết lông. Tuy nhiên sau một thời gian vì cảm thương cho sự chia lìa của cặp vợ chồng, Ngọc Hoàng đã trả lại hình hài cho những người thợ mộc và ra lệnh họ phải làm một cây cầu thật vững chắc để Ngưu Lang và Chức Nữ có thể gặp nhau. Từ đó, Ngưu Lang và Chức Nữ được sống bên nhau.
Có lẽ do tích này mà vùng Bình Định (miền Trung Việt Nam) có từ "quạ làm xâu" nói về những con quạ vắng đi đâu một thời gian rồi trở về với cái đầu trọc lóc trong rất khôi hài. Có dị bản khác cho rằng tên gọi của Ô kiều là cầu Ô Thước do chim Ô (quạ) và chim Thước (chim Khách) kết cánh tạo ra.

### Phiên bản Trung Quốc

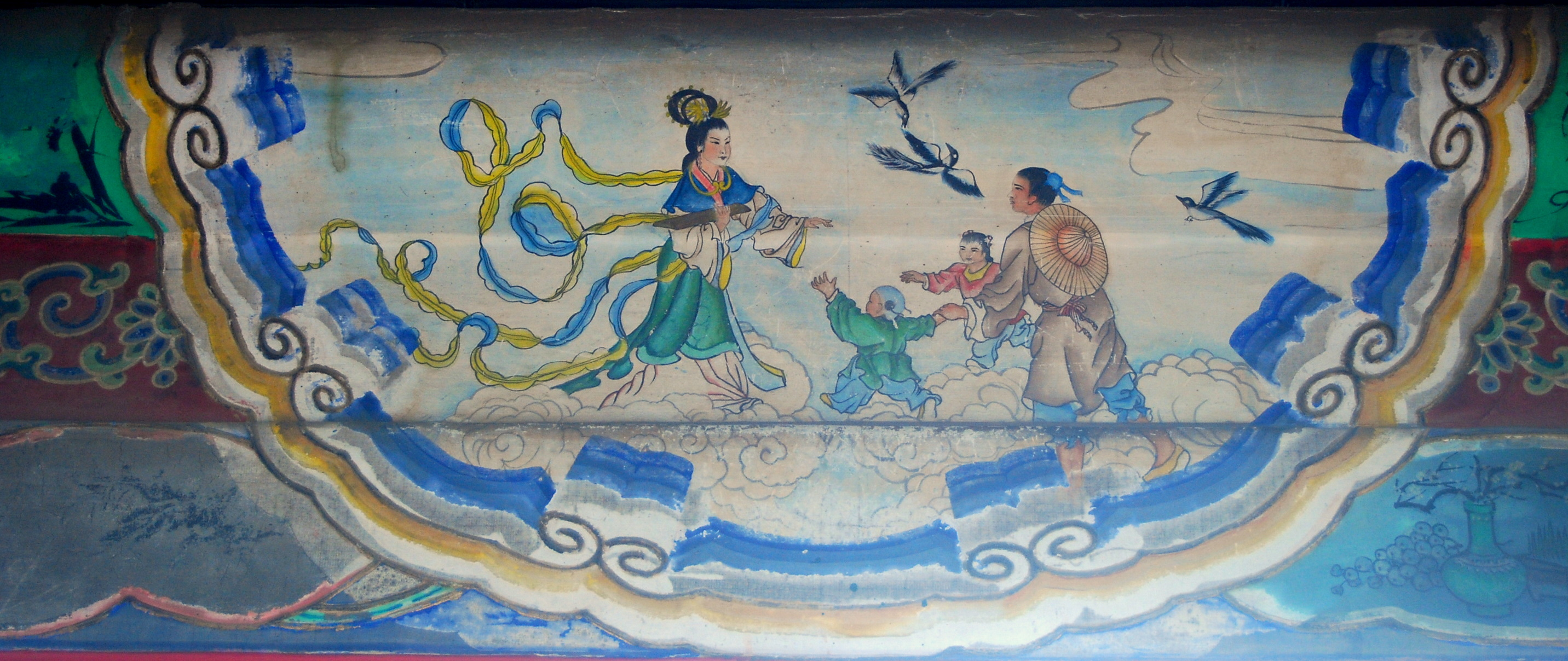
Cuộc hội ngộ của Ngưu Lang và Chức Nữ trên cầu Ô Thước. Tác phẩm nghệ thuật trong hành lang dài của Di Hòa viên, Bắc Kinh.

Chàng chăn bò trẻ tuổi tên Ngưu Lang (牛郎) nhìn thấy 7 cô tiên xinh đẹp đang tắm trong hồ và đang đùa giỡn vui vẻ với nhau. Được cổ vũ bởi người bạn đồng hành tinh quái là một con bò đực, chàng đã lấy trộm váy áo của họ và chờ đợi xem điều gì sẽ xảy ra. Các nàng tiên đã cử cô em út và xinh đẹp nhất có tên gọi là Chức Nữ (織女) ra để lấy lại váy áo. Nàng đành phải làm theo, nhưng do Ngưu Lang đã nhìn thấy thân thể trần tục của Chức Nữ nên nàng đành chấp thuận lời cầu hôn của chàng.

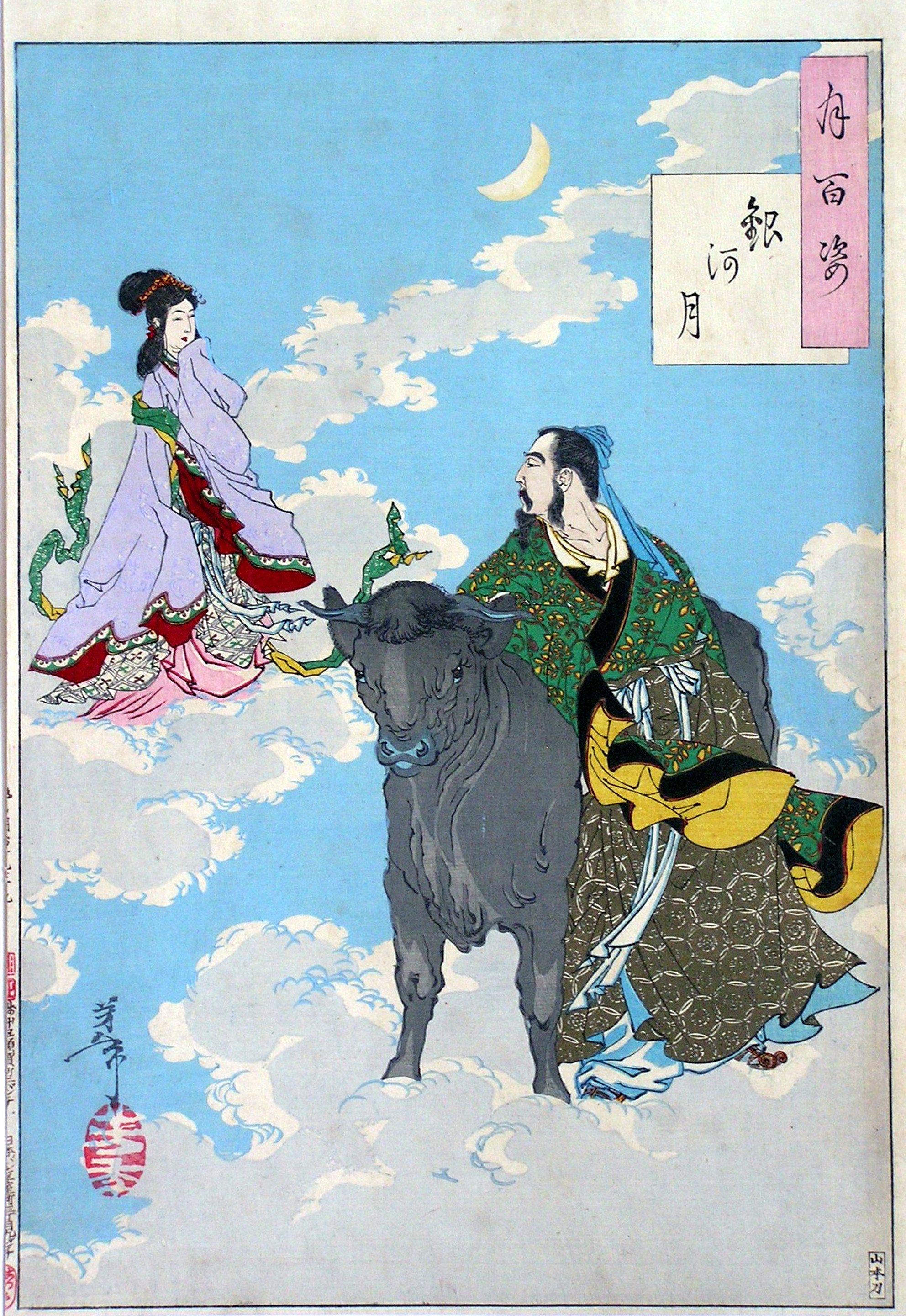
Chức Nữ và Ngưu Lang, tranh vẽ của họa sĩ Nhật Bản Tsukioka Yoshitoshi, thế kỷ XIX.

Nàng đã chứng tỏ mình là một người vợ tuyệt vời, còn Ngưu Lang là một người chồng tốt và họ đã sống bên nhau hạnh phúc. Nhưng Thiên Hậu - trong một số dị bản là mẹ Chức Nữ - nhận ra rằng một kẻ tầm thường (tức Ngưu Lang) lại dám cưới một nàng tiên đẹp và bà đã điên tiết (trong các dị bản khác, Thiên Hậu bắt Chức Nữ quay lại làm công việc dệt các đám mây ngũ sắc trên bầu trời vì nàng đã không làm công việc đó kể từ khi lấy chồng). Rút cái kẹp tóc của nàng ra, Thiên Hậu đã vạch ra một con sông rộng trên bầu trời để chia cắt đôi tình lang mãi mãi (vì thế tạo ra sông Ngân và trên thực tế người ta nhìn thấy các sao Ngưu Lang và Chức Nữ nằm ở hai bên của dải Ngân Hà).
Chức Nữ phải vĩnh viễn ngồi trên một bờ sông, buồn bã dệt vải, còn Ngưu Lang chỉ nhìn thấy vợ mình từ xa và phải chịu trách nhiệm nuôi hai con (tức hai ngôi sao bên cạnh nó là Aquila -β và -γ).
Nhưng có một ngày, tất cả các con quạ cảm thấy thương hại họ và chúng bay lên trời để làm cầu (烏鵲橋, "Ô thước kiều") phía trên sao Thiên Tân trong chòm sao Thiên Nga để đôi vợ chồng có thể gặp nhau trong một đêm, là đêm thứ bảy của tháng 7 âm lịch. Tuy nhiên vì thương tiếc cho đôi vợ chồng, Ngọc Hoàng đã đặc xá cho Ngưu Lang và Chức Nữ mỗi năm được gặp nhau một lần và đồng thời cũng trong thời gian đó, Ngưu Lang đã tìm được quả "Hoa Tiên" (là quả mà Hằng Nga đã từng ăn), vì vậy Ngọc Hoàng cùng với Vương Mẫu đã cho Ngưu Lang và Chức Nữ cùng ở bên nhau nuôi con mãi mãi không bao giờ chia lìa.

#### Dị bản
- Dị bản này cho là Ngọc Hoàng, hay cha của Chức Nữ là người đã tách đôi tình nhân ra để họ chú tâm vào công việc thay vì chuyện yêu đương.
- Tuy bị chia cắt vì thương tiếc cho đôi tình nhân Ngọc Hoàng đã đặc xá cho Ngưu Lang và Chức Nữ mỗi năm được gặp nhau một lần và nếu Ngưu Lang có thế tu thành tiên thì Ngọc Hoàng cùng với Vương Mẫu sẽ cho Ngưu Lang và Chức Nữ cùng ở bên nhau nuôi con mãi mãi không bao giờ chia lìa.

#### Ảnh hưởng
Cầu Ô Thước ở Bắc Tô Châu hiện nay được xây dựng từ thời Xuân Thu.

## Trong thi ca
Câu truyện Ngưu Lang Chức Nữ trở thành một đề tài phổ biến trong thi ca, nghệ thuật. Có thể kể một số tác phẩm:

### Trung Quốc
Trong Cổ thi thập cửu thủ (古诗十九首, Mười chín bài cổ thi, vô danh), có bài thơ về đề tài này:

#### Nguyên bản chữ Hán
迢迢牽牛星 皎皎河漢女
繊繊擢素手 扎扎弄機杼
終日不成章 泣涕零如雨
河漢清且浅 相去復幾許
盈盈一水間 脈脈不

##### Phiên âm
Điều điều Khiên Ngưu tinh, kiểu kiểu Hà Hán nữ.
Tiêm tiêm trạc tổ thủ, trát trát lộng ky trữ.
Chung nhật bất thành chương, khấp thế linh như vũ.
Hà Hán thanh thả thiển, tương khứ phục ki hứa?
Doanh doanh nhất thủy gian, mạch mạch bất đắc ngữ.

##### Dịch thơ[5]
Xa xa kìa sao Ngưu, sáng sáng Ngân Hà nữ.
Nhỏ nhỏ tay trắng ngần, rì rào khung cửi gỗ.
Trọn ngày không thành lời, khóc nghẹn lệ như mưa.
Ngân Hà xanh lại nông, ngăn trở xa thế hử?
Nhởn nhơ một dòng nước, cách biệt không ra lời.

### Việt Nam

#### Âm nhạc
- Chuyện tình Ngưu Lang Chức Nữ, Mạc Phong Linh.
- Giọt mưa thu, Đặng Thế Phong.
- Hẹn hò, Phạm Duy.
- Kỷ niệm nào buồn, Hoài An.
- Sầu Ô Thước, Văn Giảng.
- Vợ chồng Ngâu, Thẩm Oánh.
- Mưa Ngâu, Thanh Tùng.
- Thu sầu, Lam Phương.
- Khóa ly biệt, Đông Thiên Đức

#### Thơ
- Thu khuê hành, Tản Đà.
- Thương, Hồ Xuân Hương.

#### Phim
- Ngưu Lang - Chức Nữ (1963) - Thẩm Thúy Hằng vai Chức nữ